# Montefusco
Montefusco est une commune italienne de la province d'Avellino, dans la région Campanie.

## Histoire
Les origines de la cité sont très anciennes et Montefusco était semble-t-il une forteresse samnite (Fulsulae) puis romaine. Au Moyen Âge, elle devient un castrum lombard (Lombards du duché de Bénévent), conquis par les Normands vers le milieu du XIe siècle. 
L'un des seigneurs les plus connus de Montefusco fut Godefroi de Montefuscolo, qui débarrassa définitivement l'Italie des Sarrasins au début du XIIIe siècle.

## Administration
| Période                                  | Période | Identité | Étiquette | Qualité |
| ---------------------------------------- | ------- | -------- | --------- | ------- |
|                                          |         |          |           |         |
| Les données manquantes sont à compléter. |         |          |           |         |

### Communes limitrophes
Montemiletto, Pietradefusi, San Martino Sannita, San Nazzaro, San Nicola Manfredi, Santa Paolina, Torrioni. 